# ميكولا بافلوف
ميكولا بافلوف (20 يونيو 1954 بكييف في أوكرانيا - ) هو مدرب كرة قدم ولاعب كرة قدم (وحمل سابقاً جنسية الاتحاد السوفيتي) في مركز الدفاع. شارك مع منتخب الاتحاد السوفييتي لكرة القدم. أما مع النوادي، فقد لعب مع تشورنومورتس أوديسا ودينامو برست ودينامو مينسك ونادي دنيبرو دنيبروبتروفسك ونادي كريليا سوفيتوف سامارا.

## وصلات خارجية
- ميكولا بافلوف على موقع قاعدة بيانات كرة القدم.إي يو (الإنجليزية)
- ميكولا بافلوف على موقع ناشيونال فوتبول تيمز (الإنجليزية)
- ميكولا بافلوف على موقع Soccerway.com (الإنجليزية)
- ميكولا بافلوف على موقع عالم كرة القدم.نت (الإنجليزية)